# Conga (Karnevalsrhythmus)
Conga ist ein kubanischer Karnevalsrhythmus. Er wird von den verschiedenen Comparsa-Truppen auf Congas mit Schultergurt (in den USA nach einer Rolle des Sängers, Schauspielers und Produzenten Desi Arnaz ricardo, sonst bocú genannt), Glocken oder anderen Metallteilen wie Hacken, Bremstrommeln oder „sartenes“ (zwei zum Umhängen auf ein Brett mit Gurt genagelten kleinen Pfannen) sowie Basstrommeln gespielt. Dazu wird vor allem in Santiago de Cuba auch die Corneta China, ein Holzblasinstrument, gespielt. In Havanna wird diese typischerweise durch Trompete, Posaune und Saxophon ersetzt. Die verschiedenen Gruppen haben ihre eigenen Lieder, die dazu gesungen werden.

## Geschichte
Ursprünglich war die Conga die Musik der kubanischen Sklaven zu Festen wie dem Karneval, Dreikönig oder Fronleichnam. Daher wird vermutet, dass die Bezeichnung für die Musik von deren Herkunftsregion Kongo (im weitestens Sinne, einschließlich Angola), von ihrer Sprache Kikongo oder von maconga (Gesang) bzw. nkunga (Musik) abgeleitet wurde und ursprünglich ein weibliches Adjektiv war. Dieses wurde substantiviert und ersetzte die ältere Bezeichnung comparsa conga. Im 19. Jahrhundert erfuhr die afrokubanische Musik noch eine starke soziale Abwertung. In den ersten Jahren der Republik wurden die Trommeln wegen ihrer emotionalisierenden Wirkung sogar verboten. Später wurde die Conga wegen ihrer zunehmenden Popularität mit politischen Texten bei Umzügen in Wahlkämpfen eingesetzt. In den späten 1930er Jahren wurde sie in den Vereinigten Staaten populär. Bandleader wie Desi Arnaz und Xavier Cugat spielten sie, und einige Jahre gehörte sie zu den festen Programmpunkten einer Hollywoodkomödie. Noch immer ist die Conga line – der Tanz mit kleinen Schritten in einem synkopierten 4/4-Takt in einer langen Reihe – der übliche Ersatz für die Polonaise in den USA. Einer unbelegten Theorie zufolge entstand die Conga line, weil die Sklaven aneinandergekettet tanzten.